# Sertão

Subregionen Nordostbrasiliens
1 Meio-Norte
2 Sertão
3 Agreste
4 Mata Atlântica

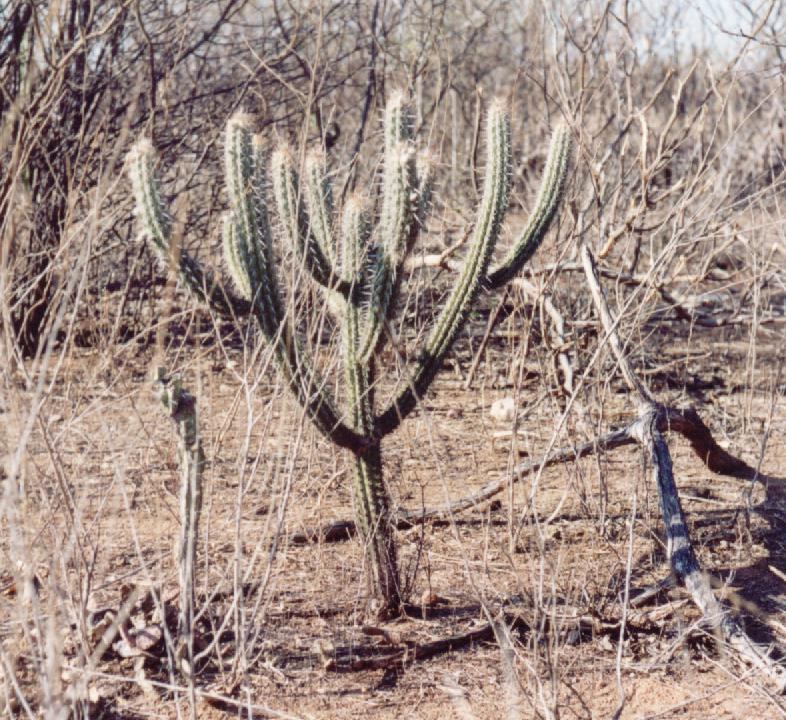
Sukkulentensavanne im Sertão nordeste im brasilianischen Nordosten

Der Sertão (portugiesische Aussprache: [serˈtɐ̃w̃], auch Sertão Nordestino) bezeichnet die halbwüstenartigen Landschaften im Binnenland Brasiliens. Er ist eine der vier Subregionen der Region Nordosten (Região Nordeste do Brasil) mit dem höchsten Flächenanteil. Er erstreckt sich über die Bundesstaaten Alagoas, Bahia, Ceará, Paraíba, Pernambuco, Piauí, Rio Grande do Norte und Sergipe, bis hinunter in die Mesoregionen Norte de Minas und Vale do Jequitinhonha im Bundesstaat Minas Gerais. 
Zum Atlantik liegt zwischen dem Sertão und der Waldzone (Mata Atlântica) als Übergangsgebiet der agreste, im Westen wird die Übergangsregion zwischen Trockengebiet und den Regenwäldern des Amazonasbeckens meio norte genannt.

## Klima, Flora und Fauna
Die Region ist von sehr geringen Niederschlägen gekennzeichnet und häufig von Dürre betroffen, die Trockenzeit beträgt zehn bis elf Monate. Die Jahresniederschläge betragen meist unter 300 mm und erreichen ihr Minimum in Petrolina am Rio São Francisco mit 213 mm.
Im Zentrum und Süden des Landes ist sie mit Baumsavanne bewachsen, der Nordosten ist mit Laubbäumen durchsetzte Strauchsavanne. Nur wenigen Tieren wie dem Ameisenbären oder dem Gürteltier genügen heute die Bedingungen dieser Region zum Leben. 

## Landwirtschaftliche Nutzung
Extensive Rinderwirtschaft und Großgrundbesitz herrschen vor, wobei auf den trockenen Böden heute nur ein Rind pro 10 ha gehalten werden kann. Um 1700 sollen hier über eine Million Tiere aller Art geweidet haben – Viehhäute waren der Hauptexportartikel der Region –, was die Wüstenbildung beschleunigte. Von März/April bis November/Dezember sind Herdenwanderungen in die feuchteren Hügel- und Berggebiete üblich. Ackerbau ist nur vereinzelt möglich. Einige Quellgebiete und feuchtigkeitssammelnde Talgebiete bilden relativ fruchtbare Inseln, die sogenannten brejos, in denen sich die kleinbäuerliche Bevölkerung konzentriert und die im Nordosten insgesamt etwa 18.000 km² ausmachen. Etwa 500.000 ha werden bewässert, möglich wären etwa 2,5 Millionen ha.

## Sozialstruktur und Folklore
Die Grundeigentums- und Sozialstruktur ist, vor allem im Nordosten, von extremen Gegensätzen geprägt. Teilweise kann man noch von feudalen Strukturen oder sogar von moderner Sklaverei sprechen.
Die Sertanejos haben eine vielfältige Folklore hervorgebracht, die in der unterentwickelten Region lange von Modernisierungen unbehelligt überleben konnte. Die Música sertaneja (brasilianischer Country) ist ein Kulturprodukt des Sertão im südlichen Brasilien.

## Die Cangaceiros
Cangaceiros waren Mitglieder von marodierenden Banden im Sertão. Wichtigster und bekanntester Anführer war Virgulino Ferreira da Silva, genannt Lampião (Lampe, Laterne) während der 1920/30er Jahre. Seine Person und seine Bande wurden im Laufe der Jahrzehnte glorifiziert und überhöht. Es wurden Vergleiche zu Robin Hood gezogen, die mit der Realität aber nicht zu vereinbaren waren. Die Geschichte der Cangaceiros wurde filmisch aufgearbeitet (O Cangaceiro – Die Gesetzlosen). Bekannt geworden ist auch die „Hymne“ der Cangaceiros Mulher Rendeira, die heute noch im Sertão gesungen wird und durch Helmut Zacharias auch erfolgreich in das deutsche musikalische Kulturgut überführt wurde.

## Darstellung des Sertão in der Literatur
Ein ausführlicher Reisebericht durch den Sertão erschien in Spix’ und Martius’ Reise in Brasilien (1828). Der romantische Dichter Antônio Gonçalves Dias, der auch die Indianersprachen und -mythen erforschte, trug zur Mythisierung des Sertão und zur Schaffung der Brasiliade in der zweiten Hälfte des 19. Jahrhunderts bei. Der geographisch-historisch-poetische Essay Os Sertões: Campanha de Canudos des Ingenieurs und Journalisten Euclides da Cunha über die Unterdrückung des Aufstands der Landlosen in der Siedlung Canudos löste beim Erscheinen im Jahr 1902 eine Sensation aus und gilt seitdem „weit über den Kreis der Gebildeten hinaus als kanonisches, identitätsstiftendes Werk, als das repräsentativste Buch Brasiliens, als die ‚Bibel der Nation‘“. Es wurde 1994 von Berthold Zilly unter dem Titel Krieg im Sertão in die deutsche Sprache übersetzt. Bekannt wurden auch das Buch Grande Sertão: Veredas (1956; deutsch: „Grande Sertão. Roman“, 1965) von João Guimarães Rosa und der Roman Vidas secas (1938; dt. „Karges Leben“ 2013) von Graciliano Ramos, der 1963 unter der Regie von Nelson Pereira dos Santos verfilmt wurde. In Deutschland erschien er unter dem Titel „Nach Eden ist es weit“. Die Darstellung des Sertão in der Literatur gilt als ein zentrales Element bei der Konstruktion der brasilianischen nationalen Identität.